# Esculturas de la plaza de Cataluña
El conjunto de esculturas de la plaza de Cataluña fue creado entre 1927 y 1929 para la Exposición Internacional de Barcelona de 1929. La plaza de Cataluña (en catalán: plaça de Catalunya) es uno de los centros neurálgicos de Barcelona, y está situada en el distrito del Ensanche, en la confluencia entre la Rambla de Canaletas, la calle de Pelayo, la ronda de la Universidad, la Rambla de Cataluña, el paseo de Gracia, la ronda de San Pedro, la calle de Fontanella y el Portal del Ángel. Tiene una superficie de 5 hectáreas.
La plaza de Cataluña empezó a urbanizarse en 1902, aunque el punto culminante de las obras se realizó en los años 1920, con vistas a la celebración de la Exposición Internacional. En 1927 se organizó un concurso público para decorar la plaza, en el que se decidió la instalación de 28 esculturas, de autores como Eusebi Arnau, Joan Borrell, Enric Casanovas, Josep Clarà, Josep Dunyach, Jaume Duran , Pablo Gargallo, Josep Llimona, Frederic Marès, Enric Monjo, Vicenç Navarro, Llucià Oslé, Miquel Oslé, Jaume Otero, Antonio Parera, Josep Tenas y Josep Viladomat. Este conjunto es uno de los más grandes de Barcelona en cuanto a arte público, y supone un auténtico museo de esculturas al aire libre.

## Historia
En Barcelona se guardaba un grato recuerdo de la Exposición Universal de 1888, que supuso un gran avance para la ciudad en el terreno económico y tecnológico, así como la remodelación del parque de la Ciudadela. Por ello, en los años 1920 se proyectó una nueva exposición, para dar a conocer los nuevos adelantos tecnológicos y promover la imagen de la industria catalana en el exterior. De nuevo, la exposición originó una remodelación de una parte de la ciudad, en este caso la montaña de Montjuic, así como de sus zonas colindantes, especialmente la plaza de España. Pero también se realizaron numerosas actuaciones por toda la ciudad, como la remodelación de la plaza de Cataluña; se ajardinaron las plazas de Tetuán, Urquinaona y Letamendi; se construyó el puente de Marina; y se prolongaron la avenida Diagonal hacia el oeste y la Gran Vía de las Cortes Catalanas hacia el suroeste. También se realizaron diversas obras públicas: se mejoró el asfaltado de calles y el alcantarillado, se instalaron lavabos públicos y se sustituyó la iluminación de gas por la eléctrica. Se remodelaron diversos edificios, como el Ayuntamiento y la Generalidad, se terminaron el edificio de Correos y la Estación de Francia, que llevaban varios años en obras, y se construyó el Palacio Real de Pedralbes como residencia de la familia real. Por último, se mejoraron las comunicaciones de la ciudad, con la construcción del Aeropuerto del Prat, la mejora de los enlaces con los barrios periféricos, la electrificación de los tranvías públicos y la ampliación de la línea 1 del Metro. Todas estas obras públicas comportaron una fuerte demanda de empleo, provocando un gran aumento de la inmigración hacia la ciudad condal, proveniente de todas partes de España.

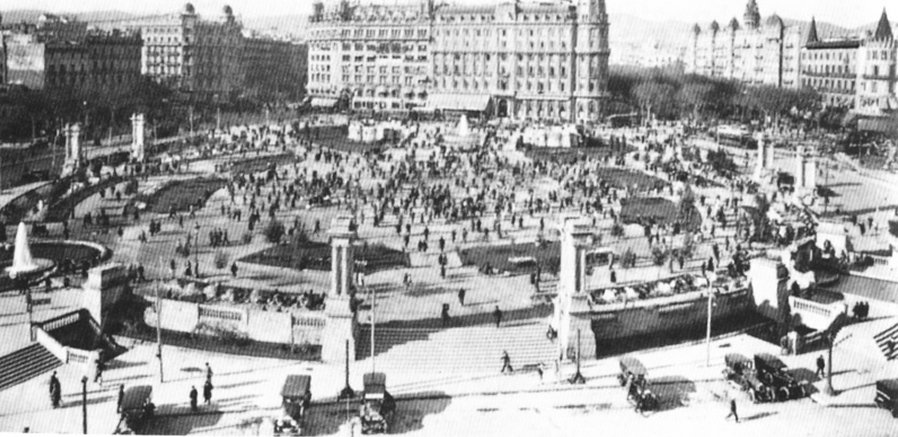
La plaza de Cataluña en 1927.

La Exposición supuso un gran desarrollo urbanístico para Barcelona, así como un banco de pruebas para los nuevos estilos arquitectónicos gestados a principios del siglo XX. A nivel local, representó la consolidación del novecentismo, estilo de corte clasicista que sustituyó al modernismo preponderante en Cataluña durante la transición de siglo. Además, supuso la introducción en España de las corrientes de vanguardia internacionales, especialmente el racionalismo arquitectónico, a través del Pabellón alemán de Ludwig Mies van der Rohe.
Por lo que respecta a la plaza de Cataluña, se llevó a cabo una profunda remodelación. Antiguamente era una explanada a las afueras del núcleo medieval, que no empezó a urbanizarse hasta 1902. Esta plaza no estaba prevista en el plan de Ensanche de Ildefonso Cerdá, y fue añadida a dicho proyecto por el consistorio barcelonés, como nexo de enlace entre la ciudad vieja y los nuevos barrios surgidos tras el derribo de las murallas medievales. Desde 1860 se construyeron diversas edificaciones, como casas y locales de ocio de diverso tipo, como circos y teatros. Para la Exposición Universal de 1888 se hicieron algunos trabajos de jardinería y se instaló un estanque con surtidor en el centro de la plaza. Entre finales del siglo XIX y principios del XX se fueron expropiando los terrenos necesarios para la plaza, y en 1902 se hizo la primera intervención efectiva, en forma de caminos y parterres, con un trazado en forma de aspa.
Desde entonces se fueron barajando varios proyectos de urbanización que no llegaron a buen puerto, el último el diseñado por Josep Puig i Cadafalch en 1915. Finalmente, en 1923 se organizó un concurso de proyectos entre profesores de la Escuela de Arquitectura, y el 17 de febrero de 1925 fue elegido el elaborado por Francesc Nebot, director de la Escuela y teniente de alcalde de Obras Públicas, al frente de un equipo formado por Pere Domènech i Roura, Enric Catà, Eugenio Cendoya, Félix de Azúa y Antoni Darder. Las obras tuvieron lugar entre 1926 y 1929, aunque durante su transcurso la plaza fue inaugurada por Alfonso XIII el 2 de noviembre de 1927.
En medio del proceso, en enero de 1927, Nebot dimitió como director de las obras, debido a que el consistorio rechazó su intención de situar en la parte alta de la plaza un templete con columnata decorado con esculturas femeninas. Fue sustituido por Joaquim Llansó, ayudado por Josep Cabestany y Nicolás María Rubió Tudurí.

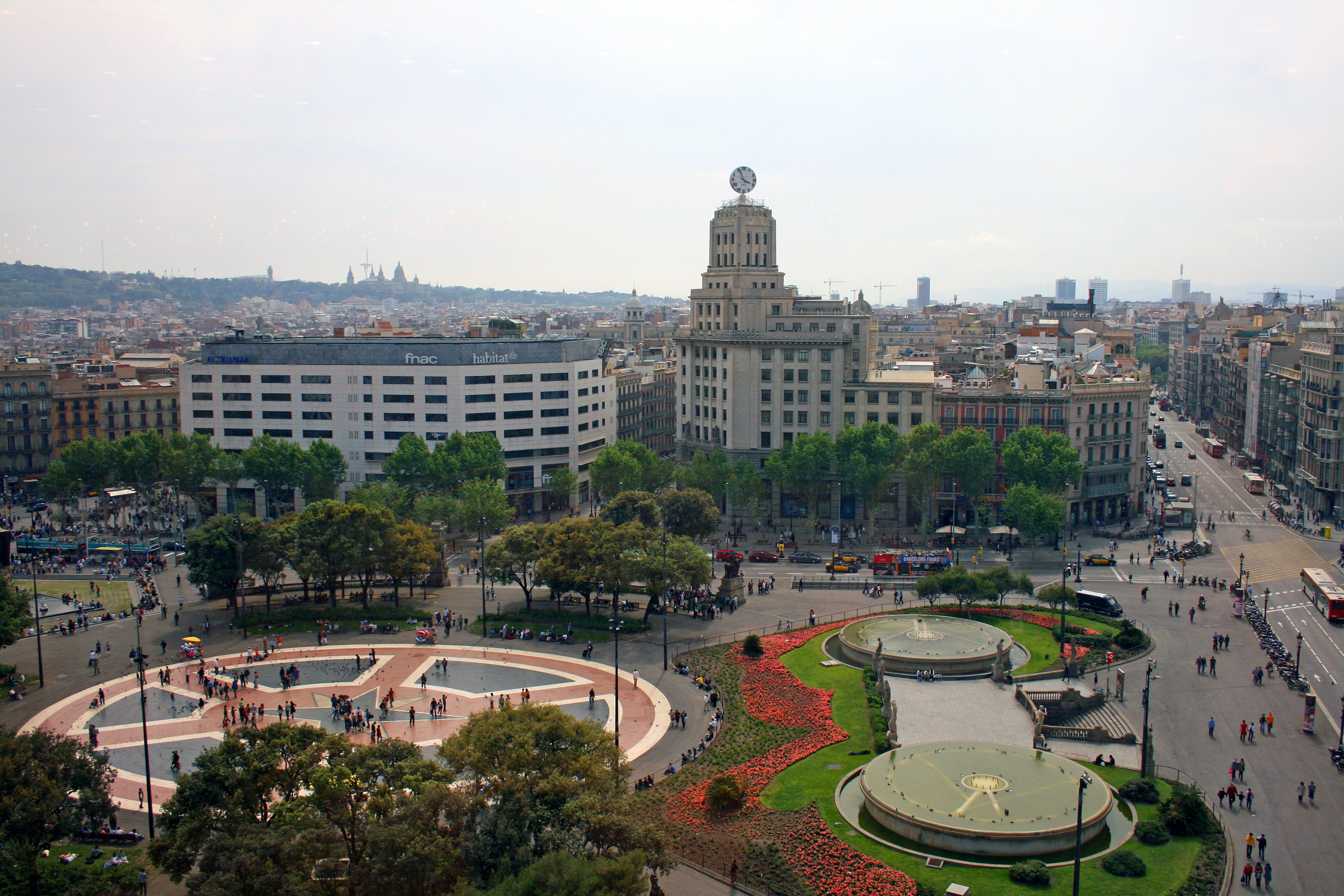
Vista aérea de la plaza.

Para decorar la plaza se organizó un concurso público en 1927, con un jurado formado por políticos y técnicos municipales y una representación de las principales entidades artísticas de la ciudad.  Se presentaron 90 proyectos, de los cuales se escogieron los grupos alegóricos de la Sabiduría y el Trabajo de los hermanos Oslé para figurar frente a las Ramblas; tres alegorías de las provincias catalanas (Barcelona, de Marès; Gerona, de Parera; y Lérida, de Borrell) —la de Tarragona se encargó fuera de concurso a Jaume Otero—; 16 estatuas de piedra para el templete con columnata diseñado por Nebot, con obras de Viladomat, Tarrach, Clarà, Llimona, Casanovas, Dunyach, Navarro, Arnau y Gargallo; y 12 estatuas y altorrelieves para las hornacinas de la plaza, de los artistas Llimona, Navarro, Arnau, Tenas, Duran, Monjo, Gargallo, Alsina, Tarrach, Renart, Rebull y Soto. Sin embargo, por la «notoria diferencia de estilo con el resto de la plaza» las obras de los cinco últimos fueron finalmente rechazadas en marzo de 1928, y sustituidas por otras de Monjo, Marès, Otero, Parera y Borrell. Por otro lado, la derogación de la construcción del templete superior provocó que en mayo de 1929 ocho de las dieciséis esculturas previstas para ese espacio finalmente no se colocasen, mientras que el resto se ubicaron en una terraza que sustituyó al templete. En último lugar, se aprobó la colocación de La diosa de Clarà, un encargo fuera del concurso.
Finalmente se instalaron 28 obras: Maternidad, de Vicenç Navarro; Joven, de Josep Dunyach; El forjador, de Josep Llimona; Mujer con niño y flautín, de Josep Viladomat; Figura femenina, de Enric Casanovas; Juventud, de Josep Clarà; Pastor de la flauta, de Pablo Gargallo; Navegación, de Eusebi Arnau; Barcelona, de Frederic Marès; Montserrat, de Eusebi Arnau; Figura femenina, de Josep Llimona; Hércules, de Antonio Parera; Mujer con ángel, de Vicenç Navarro; Tarragona, de Jaume Otero; Fuente de los seis putti, de Jaume Otero; Lérida, de Joan Borrell; Mujer con imagen de la Virgen, de Enric Monjo; El espíritu popular, de Jaume Otero; Pastor del águila, de Pablo Gargallo; Pomona, de Enric Monjo; Sabiduría, de Miquel Oslé; La diosa, de Josep Clarà; Trabajo, de Llucià Oslé; Emporion, de Frederic Marès; Pescador, de Josep Tenas; Mujer, de Joan Borrell; Montseny, de Jaume Duran; y Gerona, de Antonio Parera. Originalmente estaba también en la plaza el grupo Niños cabalgando sobre peces (1928), de Frederic Marès, una fuente con surtidores de agua y cuatro de las figuras que indica el título, que fue trasladada en 1961 al cruce de Gran Vía y Rambla de Cataluña.

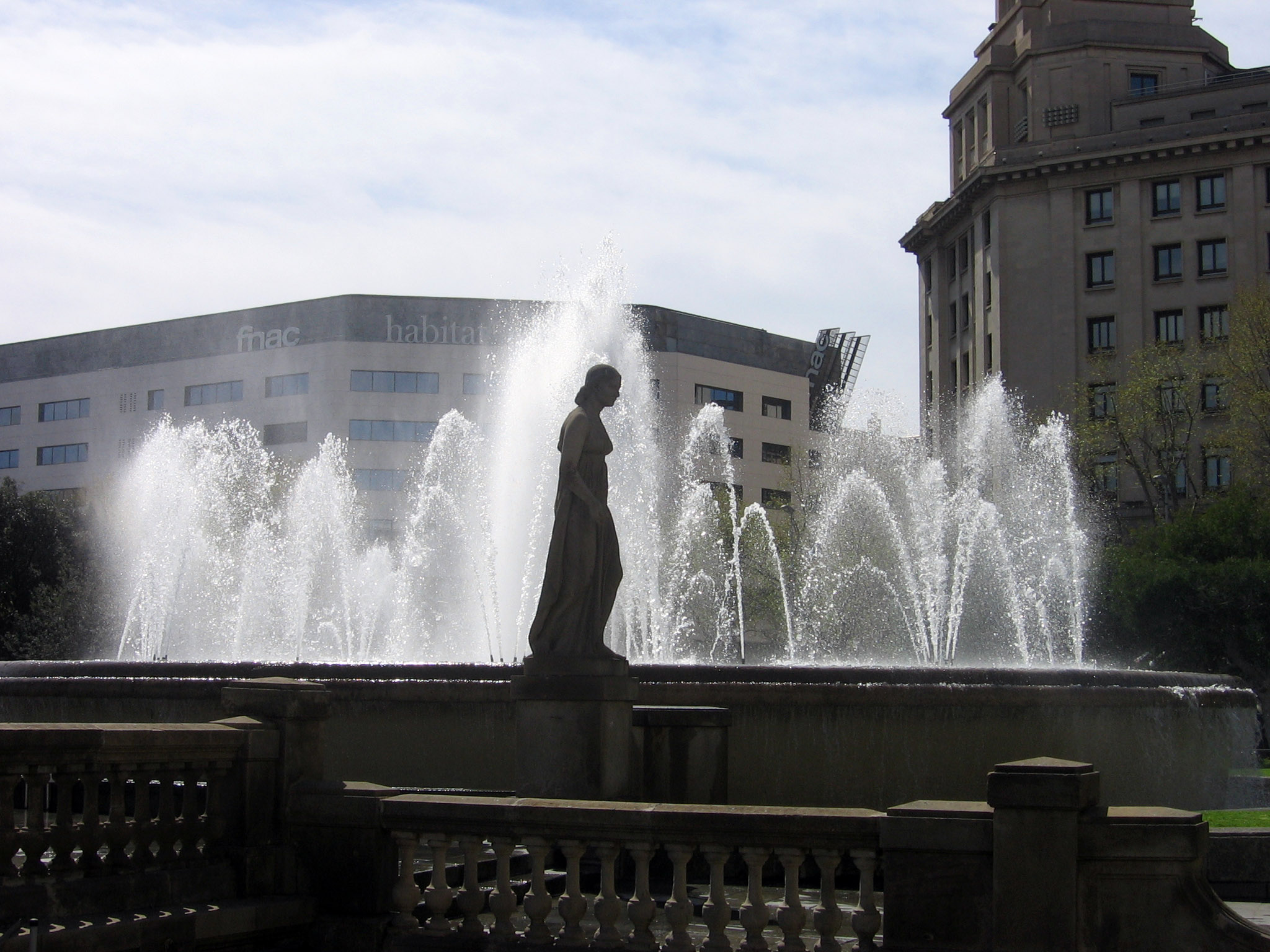
Fuente ornamental.

Con relación a este conjunto, algunos cambios realizados sobre la marcha en el proyecto original motivaron la sustitución de varias piezas y su traslado a otras zonas de la ciudad. Uno de los motivos principales fue la anulación del templete proyectado por Nebot, por lo que algunas de las esculturas confeccionadas para este elemento fueron recolocadas en diferentes lugares: cuatro de ellas, ejecutadas por Eusebi Arnau, Josep Llimona, Enric Casanovas y Àngel Tarrach, fueron colocadas en el muro de entrada del Palacio Real de Pedralbes; otras dos, de Josep Dunyach (Diosa) y Vicenç Navarro (La noche), fueron instaladas en el parque de la Ciudadela; y dos más (Fertilidad, de Josep Clarà, y La vendimiadora, de Pablo Gargallo), en los Jardines de Miramar, en Montjuic. Otro de los motivos del excedente de obras fue la decisión de que todos los grupos escultóricos de la plaza fuesen realizados en bronce —excepto los de la terraza superior, que son de piedra—, con el resultado que algunas obras que ya habían sido ejecutadas en piedra tuvieron que repetirse, y las sobrantes fueron reubicadas: se trata de Lérida, de Manuel Fuxá, y Tarragona, de Jaume Otero, que fueron instaladas en la avenida Diagonal, frente al Palacio Real de Pedralbes. Por último, la obra titulada Marinada o Danzarina, de Antonio Alsina, fue situada en los jardines del Umbráculo, en el paseo de Santa Madrona de Montjuic, en este caso por tratarse de un desnudo femenino que no fue visto con buenos ojos por la moral imperante en el momento.
Cabe señalar que entre noviembre y diciembre de 1928 diversas asociaciones religiosas y de padres de familia lanzaron una campaña moralizante en contra del exceso de desnudos en el conjunto de la plaza, que fue contestada entre diciembre de 1928 y enero de 1929 por diversas asociaciones artísticas, e incluso un grupo de damas católicas que opinaban «ridículo considerar el desnudo en el arte como obra obscena». Aun así, la campaña moralizante provocó la retirada de La diosa de Clarà por unos meses, aunque luego fue retornada a su ubicación. Su principal logro fue el exilio de la Marinada de Antonio Alsina a un lugar apartado en la montaña de Montjuic —este escultor se quedó sin obra en la plaza, ya que otra de las inicialmente aprobadas, Los bueyes de la abundancia, fue descartada por razones estilísticas, y tras un tiempo guardada en un almacén, actualmente se halla en el parque de la España Industrial—. Por otro lado, algunas de las obras fueron mutiladas, como la primera versión del grupo Tarragona de Otero —actualmente en la Avenida Diagonal—, que presentaba un desnudo femenino integral que se tuvo que cubrir con un drapeado en el pubis, al tiempo que un angelote desnudo que había sobre un delfín fue eliminado.
Desde 1929 el conjunto escultórico de la plaza se ha visto prácticamente inalterado, con la excepción del traslado en 1961 de la Fuente de los niños cabalgando peces, o la sustitución en 1982 de La Diosa de Clarà por una copia, ya que el original fue ubicado en el vestíbulo de la Casa de la Ciudad. En 1937 se colocó un Monumento al soldado desconocido, obra de Miquel Paredes, que fue retirado a los dos años tras la victoria del ejército franquista. En 1959 se instalaron las fuentes ornamentales del lado de montaña de la plaza, obra de Fernando Espiau Seoane. La última escultura fue colocada en 1991, el Monumento a Francesc Macià de Josep Maria Subirachs. En 1993 fueron sustituidas por copias la Juventud de Clarà y el Pastor de la flauta de Gargallo, debido a su estado de deterioro. En 2008 se hicieron unas obras a cargo de la empresa RUBATEC de remodelación del pavimento que rodea la plaza, del mosaico que alberga en el centro y mejora de los accesos añadiendo rampas.

Esculturas descartadas de la plaza
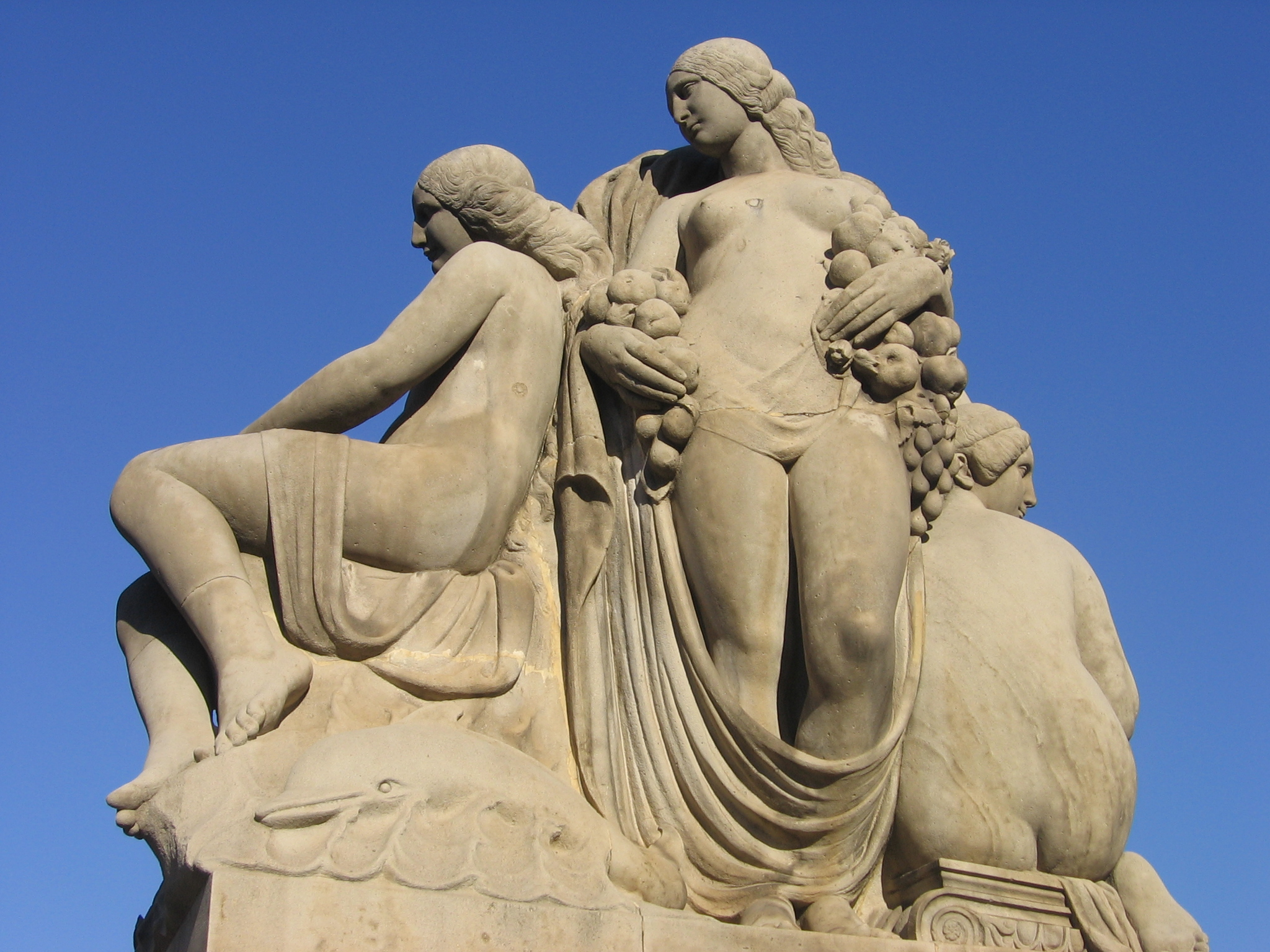
Tarragona, de Jaume Otero, avenida Diagonal.
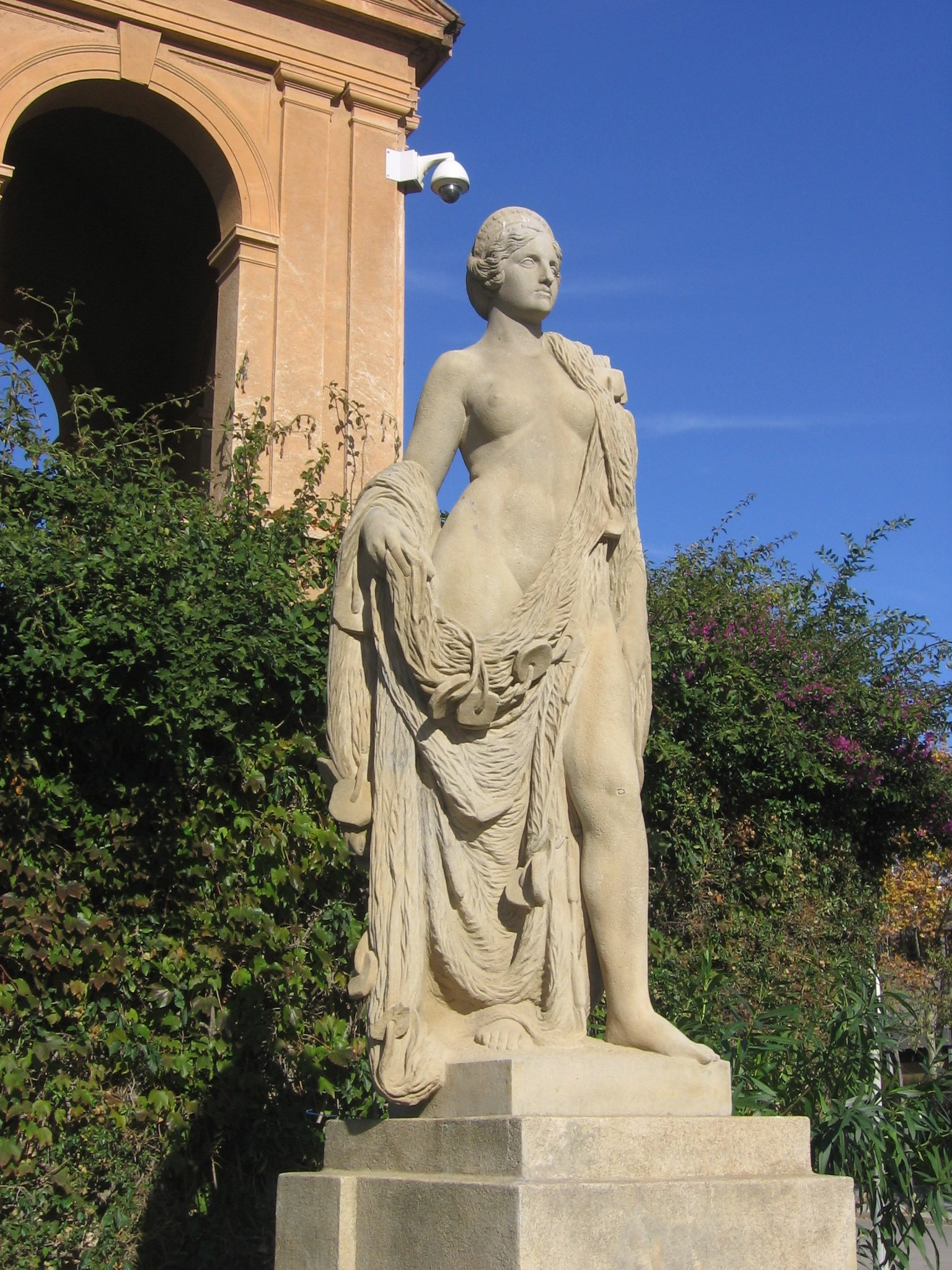
Marina, de Eusebi Arnau, Palacio Real de Pedralbes.
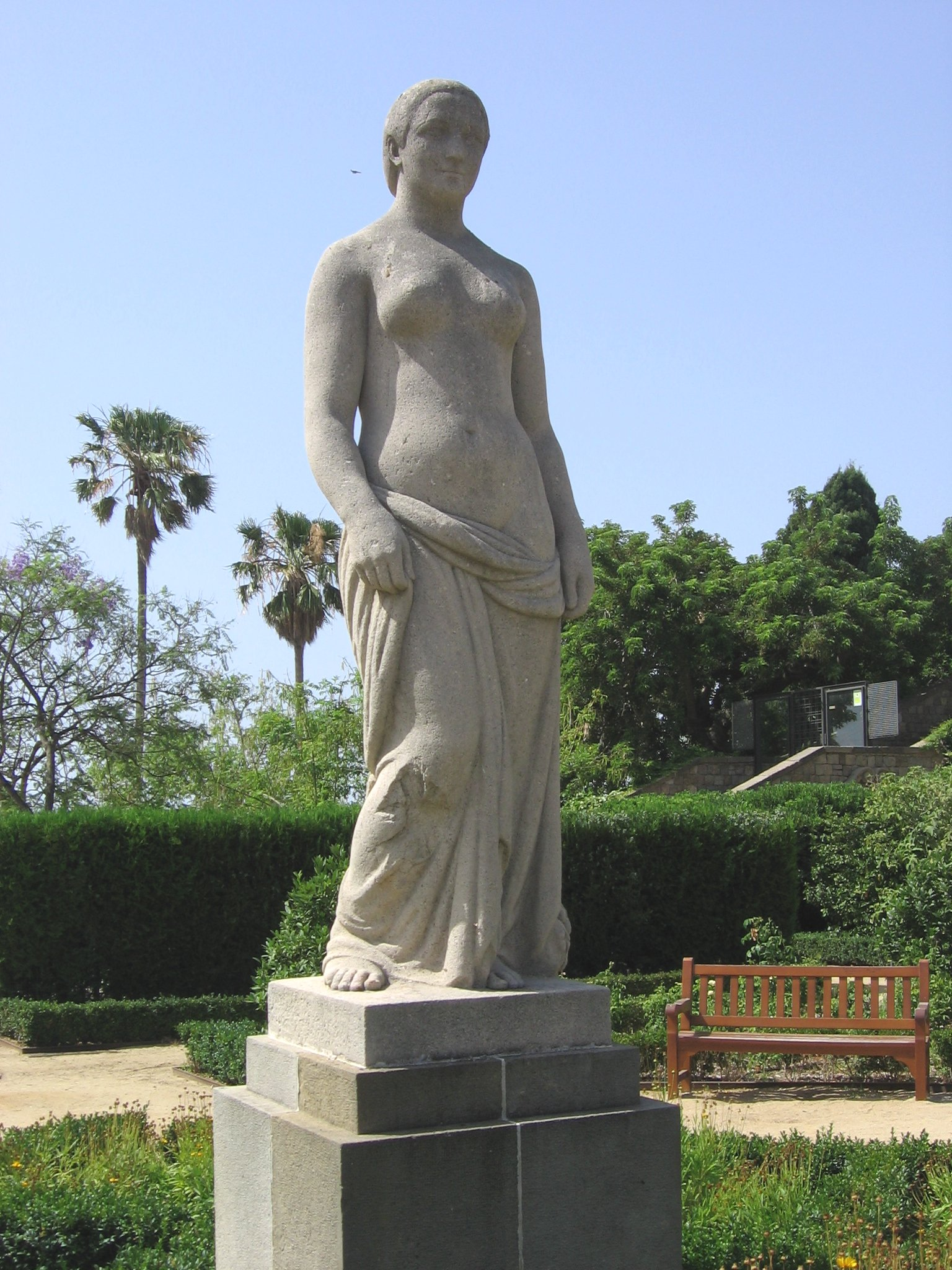
Fertilidad, de Josep Clarà, jardines de Miramar.
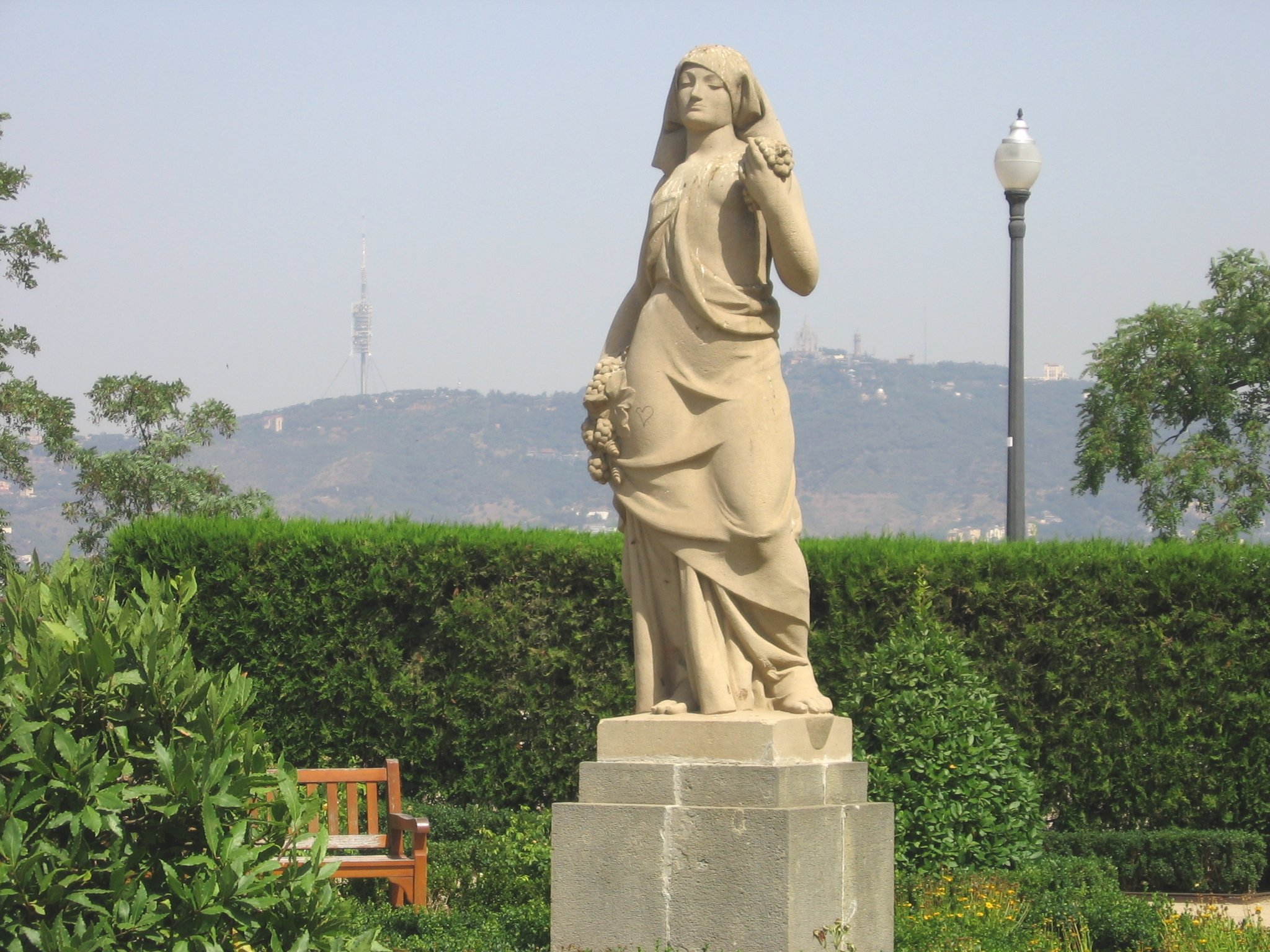
La vendimiadora, de Pablo Gargallo, Jardines de Miramar.
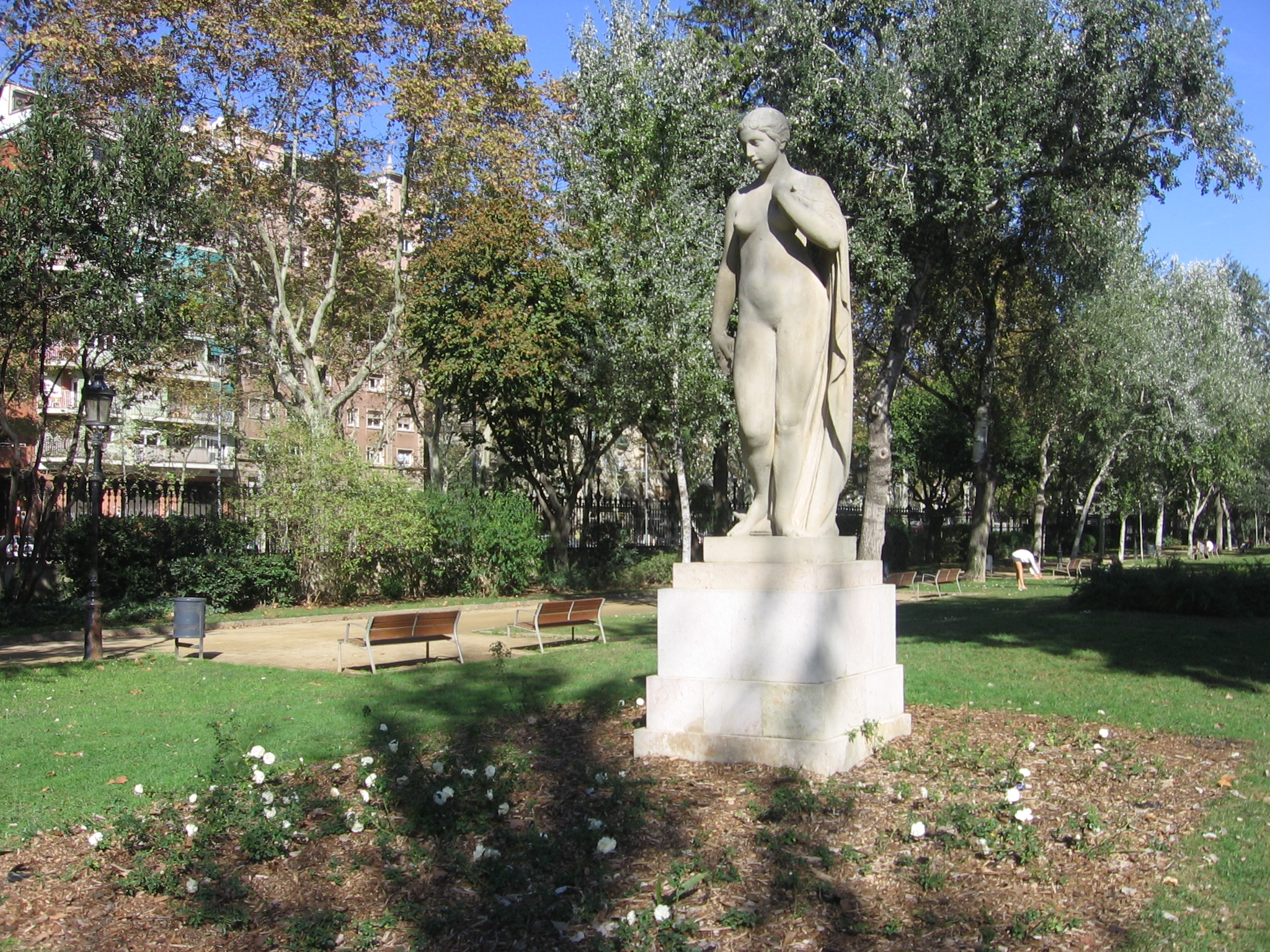
Diosa, de Josep Dunyach, parque de la Ciudadela.
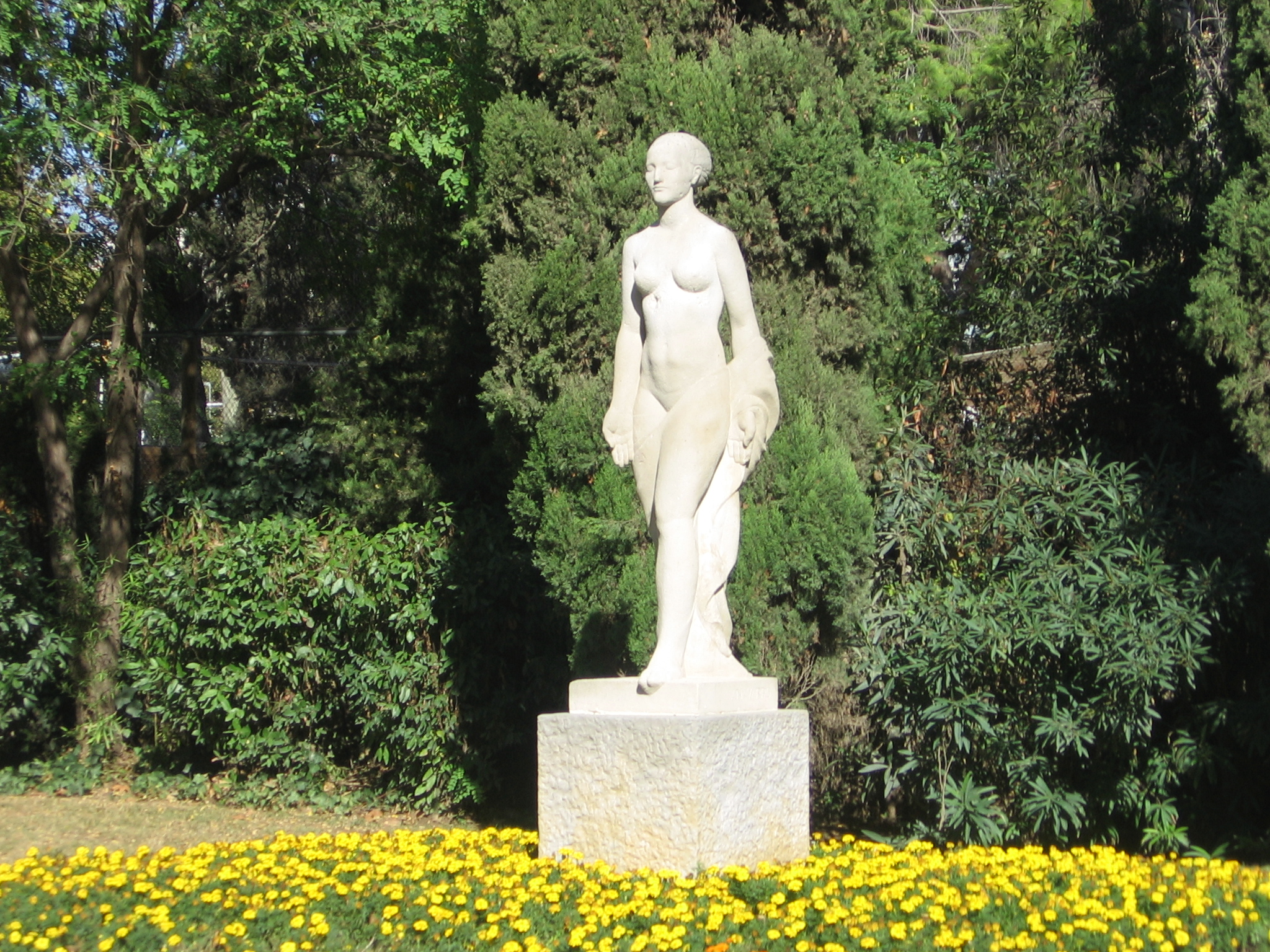
La noche, de Vicente Navarro, Parque de la Ciudadela.
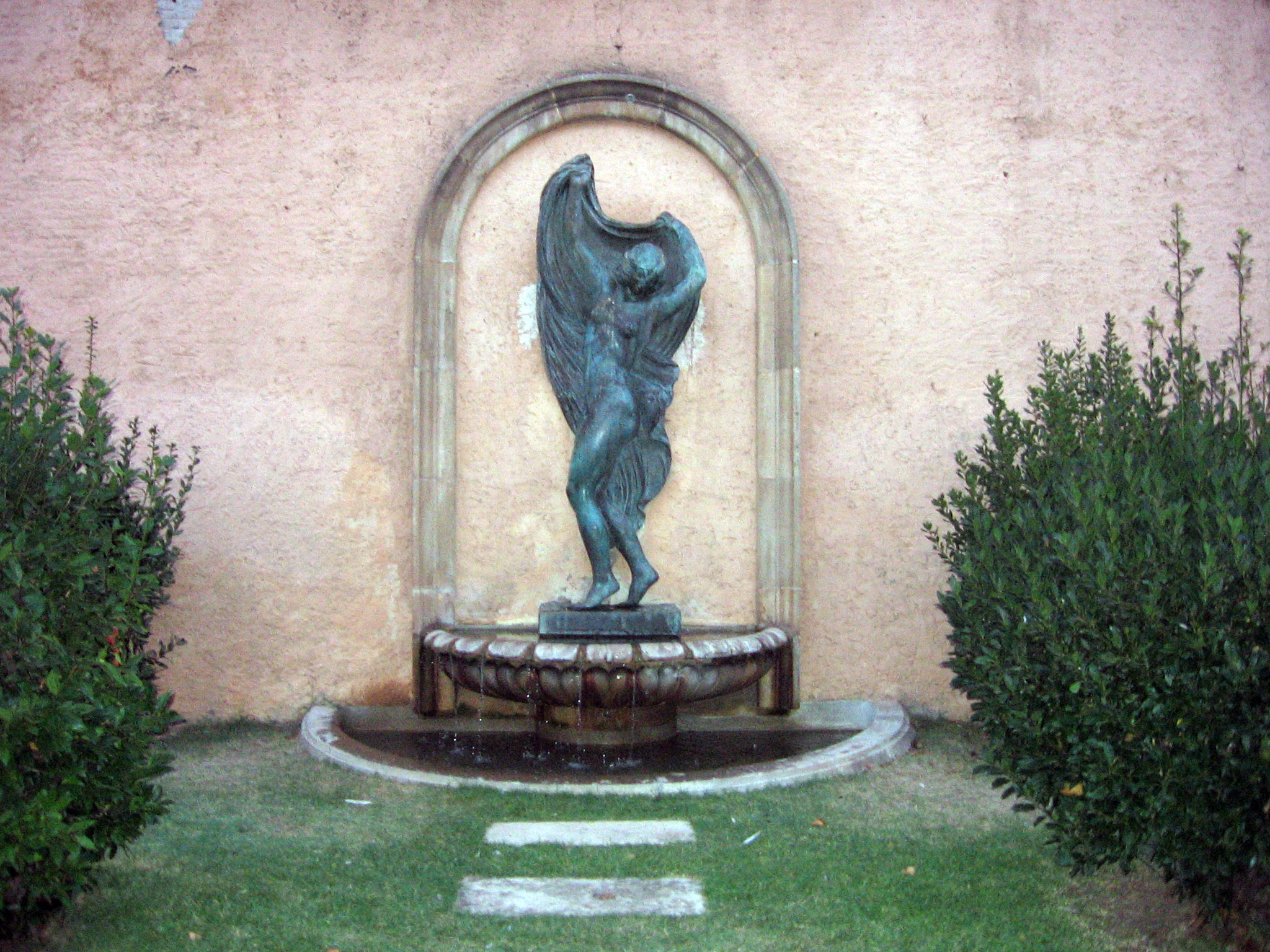
Marinada, de Antonio Alsina, jardines del Umbráculo, Montjuic.

## Descripción

Plano de la plaza con la ubicación de las esculturas.

La Plaza de Cataluña tiene forma de cuadrilátero irregular, más ancho por su parte meridional que por la septentrional. En el lado de montaña, donde debía ir el templete diseñado por Nebot, se instaló una terraza situada a un nivel ligeramente superior que el resto de la plaza, donde se ubicaron las ocho estatuas escogidas de las dieciséis previstas inicialmente para este lugar, todas de piedra, situadas sobre peanas o sobre las barandillas de la terraza, cuatro encaradas hacia montaña (Maternidad, de Navarro; Joven, de Dunyach; Pastor de la flauta, de Gargallo; y Navegación, de Arnau), y cuatro hacia mar (El forjador, de Llimona; Mujer con niño y flautín, de Viladomat; Figura femenina, de Casanovas; y Juventud, de Clarà). En esta terraza estaba situada la fuente  Niños cabalgando peces de Marès, traslada en 1961 al cruce de Gran Vía y Rambla de Cataluña, mientras que en 1959 se instalaron las fuentes ornamentales diseñadas por Espiau.
El resto de esculturas, todas de bronce, se encuentran repartidas a lo largo de una balaustrada de forma oval situada en el interior de la plaza, rodeada de encinas y que circunda el mosaico central de la plaza, que suele estar poblado de palomas. Están ubicadas en peanas u hornacinas situadas en unos altos pilares de columnas pareadas, de los que hay dos entre cada grupo emplazado sobre pedestal. Estos pilares tienen también unos relieves con escudos de las capitales catalanas, obra de Antoni Agramunt Marsal. Las obras son las siguientes, en el sentido de las agujas del reloj desde el cruce entre el Paseo de Gracia y la Ronda de San Pedro: Barcelona, de Marès; Montserrat, de Arnau (lado de montaña), en el mismo pilar que Figura femenina, de Llimona (lado de mar); Hércules, de Parera (montaña), emplazado con Mujer con ángel, de Navarro (mar); Tarragona, de Otero; Fuente de los seis putti, de Otero (encarada al Portal del Ángel); Lérida, de Borrell; Mujer con imagen de la Virgen, de Monjo (lado de Besós), en el pilar que forma pareja con El espíritu popular, de Otero (lado Llobregat); Pastor del águila, de Gargallo (Besós), ubicado con Pomona, de Monjo (Llobregat); Sabiduría, de Miquel Oslé; Trabajo, de Llucià Oslé; Emporion, de Marès (cara al mar), en el reverso del Pescador, de Tenas (cara a montaña); Mujer, de Borrell (mar), emparejado con Montseny, de Duran (montaña); y Gerona, de Parera. Por último, en el ángulo sureste de la plaza, frente a las Ramblas, se situó en el interior de un estanque La diosa de Clarà; junto a ella se emplazó en 1991 el Monumento a Francesc Macià de Subirachs.
| Nombre                        | Autor                 | Material                                                | Dimensiones         | Descripción | Foto |
| ----------------------------- | --------------------- | ------------------------------------------------------- | ------------------- | --- | ---- |
| Maternidad                    | Vicenç Navarro        | Piedra                                                  | 2,73 x 0,92 x 1     | Es una de las figuras situadas en la terraza superior, de las que originalmente debían ir en el templete diseñado por Nebot para la plaza. Al anularse dicho proyecto, quedó como una escultura exenta, situada sobre un pedestal y mirando hacia el lado de montaña de la plaza. Se trata de una alegoría de la maternidad, representada por una mujer con el torso desnudo y una túnica que la cubre de cintura para abajo, y que sostiene en sus brazos un niño. Este tema estaba de moda en la época, relacionado por lo general con el conservadurismo, no en vano se trataba de un encargo oficial de parte de unas instituciones que emanaban de la dictadura de Primo de Rivera. Navarro realizó otras dos obras para la plaza, Mujer con ángel y La noche, aunque esta última fue instalada finalmente en el Parque de la Ciudadela. |      |
| Joven                         | Josep Dunyach         | Piedra                                                  | 2,78 x 0,85 x 0,70  | Como la anterior, está en el lado de montaña de la terraza, sobre un pedestal. Se trata de una chica joven vestida con una túnica ceñida bajo el pecho, en actitud de caminar, cuyo movimiento hace que se le abra la túnica y muestre la pierna izquierda. Las formas de la muchacha son robustas, siguiendo el canon estético del novecentismo, influido en la escultura de corte mediterráneo de Aristide Maillol. Dunyach realizó para la plaza otra escultura, La diosa, que finalmente fue rechazada y acabó en el Parque de la Ciudadela. |      |
| El Forjador                   | Josep Llimona         | Piedra                                                  | 2,47 x 1,11 x 1,03  | Ubicada en el lado orientado al mar de la terraza, sobre pedestal, esta figura es la única junto con La diosa de Clarà que no fueron creadas para el concurso de 1927. La obra data de 1914, fecha en que fue premiada en la Exposición Internacional de Arte de Bruselas. De la misma obra existen dos réplicas en bronce, una situada en la Plaza del Universo, dentro del recinto de la Feria de Muestras de Montjuic, y otra en el vestíbulo de la Escuela del Trabajo. La estatua representa un obrero con el pecho desnudo y un delantal que le cubre la parte inferior del cuerpo, y que sostiene en sus manos un martillo y un cincel. El estilo dado a la figura es naturalista, con una clara influencia del escultor belga Constantin Meunier, por lo que se diferencia del resto del conjunto de la plaza, más marcadamente novecentista. Llimona ejecutó otras dos figuras femeninas, una situada en una hornacina de la plaza y otra que fue trasladada al Palacio Real de Pedralbes . |      |
| Mujer con niño y flautín      | Josep Viladomat       | Piedra                                                  | 2,80 x 0,91 x 0,70  | Esta obra, también llamada Maternidad, se halla en el lado que mira al mar de la terraza. Es una figura femenina semidesnuda, que sostiene en sus manos una flauta o caramillo, mientras que a su lado hay un niño también desnudo, y a sus pies se encuentra un cuerno de la abundancia. El estilo empleado en esta obra es de un cierto barroquismo atemperado por la influencia clasicista del novecentismo imperante, lo que se denota en una figura más estilizada que las redondeadas formas de la escultura novecentista. |      |
| Figura femenina               | Enric Casanovas       | Piedra                                                  | 2,81 x 1,08 x 0,80  | En el lado de mar, como la anterior, es la figura de una mujer con el torso desnudo que se recoge el pelo sobre el hombro con la mano izquierda. A sus pies se encuentra un pequeño delfín. Esta obra se enmarca en el habitual estilo mediterraneísta de Casanovas, que combinaba con un cierto aire arcaizante que confería a sus obras un sello de inocencia virginal. Este escultor elaboró otra figura destinada al templete previsto para la plaza, que al no realizarse fue colocada en el Palacio Real de Pedralbes. |      |
| Juventud                      | Josep Clarà           | Original de piedra arenisca, copia de piedra artificial | 2,97 x 0,79 x 0,70  | Situada en el lado de mar, representa una joven desnuda cubierta solo por una túnica desde el vientre hacia abajo, con los brazos levantados y cruzados sobre la nuca. Es uno de los desnudos más explícitos de la plaza, por lo que fue objeto de las críticas moralistas. Cuando terminó esta obra en 1928 Clarà la envió a la exposición del Salon des Tuileries de París, hasta su colocación definitiva en la plaza en 1929. Esta obra fue sustituida por una copia en 1993, porque así como la mayoría de esculturas de la terraza son de piedra de Montjuic, al ser confeccionada esta en piedra arenisca, de menor calidad, estaba más erosionada por la intemperie, especialmente por el agua de las fuentes que tiene al lado. Clarà fue autor también en la plaza de La diosa, así como de Fertilidad, que fue situada en los Jardines de Miramar . |      |
| Pastor de la flauta           | Pablo Gargallo        | Original de piedra arenisca, copia de piedra artificial | 2,70 x 0,90 x 0,90  | De nuevo en el lado de montaña, esta obra representa un pastor tocando una flauta, mientras que con la mano izquierda sostiene un borrego, y a sus pies se halla un cordero. En esta figura, de estilo realista y aire clásico, Gargallo se alejó de su producción vanguardista de aquellos años, centrada en la experimentación con planchas de hierro y formas geométricas, en un estilo con ciertas reminiscencias cubistas. Para el conjunto de la plaza realizó otra figura de pastor, el Pastor del águila, así como La vendimiadora, que finalmente fue instalada en los Jardines de Miramar. Esta escultura fue sustituida por una copia en 1993, al igual que la anterior. En el proceso de confeccionar el molde para la copia, se hizo una réplica en bronce que fue colocada en la Plaza del Doctor Emili Mira, a sugerencia de la hija de Gargallo. |      |
| La Navegación                 | Eusebi Arnau          | Piedra                                                  | 2,90 x 1,08 x 0,90  | La última obra de la terraza está orientada hacia montaña. Es una alegoría de la navegación, en forma de matrona vestida con túnica y tocada con una cofia que sujeta un timón con su mano derecha. De formación modernista, Arnau ejecutó esta obra en un estilo plenamente clasicista. Este escultor realizó otra obra para la plaza, Montserrat, así como una Marina que fue de las descartadas y emplazada finalmente en el Palacio Real de Pedralbes. |      |
| Barcelona                     | Frederic Marès        | Bronce                                                  | 3,50 x 1,20 x 2,52  | Se trata de un grupo sobre pedestal, encarado hacia el cruce Paseo de Gracia / Ronda de San Pedro. Es uno de los cuatro dedicados a las provincias catalanas, uno de los encargos específicos del concurso de 1927. Este conjunto está formado por una figura femenina desnuda sentada sobre un caballo, con los brazos alzados, en los que sostiene un barco; y, de pie junto al caballo, un hombre semidesnudo tocado con un casco con alas, y una rueda dentada en la mano. Por el casco alado cabe deducir que esta figura representa al dios Hermes (Mercurio para los romanos), que entre otras cosas solía aludir al Comercio, mientras que la rueda dentada simboliza la Industria. La mujer es una alegoría de la Navegación, por lo que el conjunto de la obra es un compendio de estos tres elementos, como los motores fundamentales sobre los que se ha asentado la economía de la ciudad condal a lo largo de su historia. Los trabajos del metal fueron de la Fundición Hijo de Esteban Barberí, de Olot. Marès realizó para la plaza otra obra titulada Emporion y una fuente llamada Niños cabalgando peces, que fue trasladada en 1961 a la Gran Vía con Rambla de Cataluña. |      |
| Montserrat                    | Eusebi Arnau          | Bronce                                                  | 2,25 x 1,07 x 0,60  | Esta figura se encuentra en una hornacina del pilar que mira a montaña del lado Besós de la plaza. Como el resto de figuras situadas en nichos, se trata de un altorrelieve, por lo que solo presenta la parte frontal de la figura. La obra representa un anciano semidesnudo, probablemente el monje anacoreta Joan Garí, que sostiene en su mano derecha una imagen de la Virgen de Montserrat. En el pedestal se encuentra el escudo de Lérida. Esta obra fue fundida en Codina Hermanos, Madrid. |      |
| Figura femenina               | Josep Llimona         | Bronce                                                  | 2,60 x 0,93 x 0,45  | Se encuentra en el mismo pilar que la anterior. Se trata de una figura de mujer sin especiales atributos, apoyada sobre el pie derecho y con la pierna izquierda doblada, en posición de contrapposto. Está vestida con túnica y manto, que sostiene con sus brazos, uno sobre el hombro y otro sobre un pecho, mientras que el otro pecho se le sale de la ropa. En la base se halla el escudo de Barcelona. La fundición fue Esteban Barberí (Olot). |      |
| Hércules                      | Antonio Parera        | Bronce                                                  | 2,65 x 1,31 x 0,50  | Se sitúa en la pilastra que mira al mar del lado Besós de la plaza. Representa al héroe mitológico Hércules semidesnudo, con un manto sobre la espalda, uno de cuyos pliegues le cubre los genitales. Tiene los brazos levantados sosteniendo una roca. La presencia de este personaje puede aludir a la obra de Jacinto Verdaguer La Atlántida, ya que según este escritor el semidiós fue el fundador de Barcelona. En su parte inferior se encuentra el escudo de Gerona. Fue fundida en Gabriel Bechini (Barcelona). |      |
| Mujer con ángel               | Vicenç Navarro        | Bronce                                                  | 2,66 x 0,97 x 0,40  | Esta obra está en el reverso de la anterior. Se trata de una mujer semidesnuda que sostiene en sus brazos la figura de un ángel, con un tratamiento clásico de las formas. Navarro tenía afición por las figuras de ángeles, que incluía a menudo en sus obras. Bajo la escultura está representado el escudo de Tarragona. Fue fundida en Tanagra-M. Gimeno (Blanes). |      |
| Tarragona                     | Jaume Otero           | Bronce                                                  | 2,45 x 1,46 x 1,98  | Este grupo se ubica frente al cruce Fontanella / Portal del Ángel. Es uno de los cuatro dedicados a provincias catalanas, que Otero realizó primero en piedra, hasta que se le requirió su confección en bronce —la versión en piedra fue colocada en la Avenida Diagonal, frente al Palacio Real de Pedralbes—. El grupo está formado por un hombre sentado, una adolescente con un cesto de frutas y tres mujeres, dos de pie y una sentada. También hay alusiones al Mediterráneo, en forma de un pez y una red de pescadores. El estilo es marcadamente clásico, con una cierta estilización de las formas y gusto por el decorativismo. Fundición: Gabriel Bechini (Barcelona). |      |
| Fuente de los Seis Putti      | Jaume Otero           | Bronce                                                  | 3,90 x 23,20 x 8,16 | Construida en 1926, fue el primer elemento escultórico colocado en la plaza. Está orientada hacia el Portal del Ángel. Se trata de una fuente con una pequeña cascada, decorada, como su título indica, por seis figuras de putti o amorcillos, cuatro en torno a la fuente y dos bajo unos arcos en su parte superior. En la pared del fondo está representado el nacimiento de Venus, en el arco central del muro, que está flanqueado de dos más pequeños. Venus está representada en forma de venera, con dos peces entrelazados, y los dos putti que la flanquean portan cestos de frutas. La fuente cae en tres estanques sucesivos, los dos superiores ornamentados en forma de espuma, representando la sangre de Urano que al fecundar la espuma del mar dio origen a Venus; el estanque inferior cierra el conjunto, con unas molduras de formas barrocas. Los cuatro putti inferiores se encuentran flanqueando dos jarrones, y portan igualmente cestas con frutas. Para esta obra Otero contó con la colaboración de Miquel Paredes. Fundición: Gabriel Bechini (Barcelona). |      |
| Lérida                        | Joan Borrell          | Bronce                                                  | 2,83 x 1,60 x 2,60  | Se encuentra sobre un pedestal al lado de la fuente anterior, encarada al Portal del Ángel. Este grupo fue encargado inicialmente a Manuel Fuxá, que lo elaboró en piedra, pero tras la decisión de que todas las obras de la plaza fuesen en bronce hubo que repetirlo y, al contrario de lo que pasó con el grupo de Tarragona, encargado al mismo artista, en este caso cambiaron de artífice, y fue adjudicado a Borrell; la obra de Fuxá acabó en la Avenida Diagonal, frente al Palacio Real de Pedralbes. Este grupo es una alegoría de Lérida, formado por dos mujeres de pie, una de ellas con un niño dormido a sus pies, y otra sentada, con dos niños a la falda. Las figuras no tienen vinculación iconográfica con el tema representado, por lo que parece que al recibir el encargo el artista presentó algo que ya tenía proyectado. Fundición: Codina Hermanos (Madrid). |      |
| Mujer con imagen de la Virgen | Enric Monjo           | Bronce                                                  | 2,30 x 0,95 x 0,50  | Se encuentra en el pilar que mira al Besós del lado mar de la plaza. Conocida también como Pomona, esta obra representa una mujer de aspecto clásico, vestida con una túnica ceñida al cuerpo y con el pelo trenzado, que sostiene en una mano una imagen de la Virgen, de la cual no se identifica una determinada advocación. Especializado en imaginería religiosa, Monjo da a esta imagen un tratamiento academicista, en que la actitud de contrapposto de la figura recuerda la estatuaria clásica griega. En el pedestal figura el escudo de Gerona. Fundición: Codina Hermanos (Madrid). |      |
| El Espíritu popular           | Jaume Otero           | Bronce                                                  | 2,15 x 1 x 0,40     | Ubicada en el mismo pilar que la anterior, representa una mujer con el brazo derecho alzado sosteniendo una corona de laurel, mientras que con la mano izquierda se aguanta la túnica en la cintura. Aunque por el título parece tratarse de una alegoría, la iconografía es confusa. La estilización de la figura y una cierta artificiosidad confieren a esta obra un aire cercano al art déco. En su base se representa el escudo de Barcelona. Fundición: Gabriel Bechini (Barcelona). |      |
| Pastor del águila             | Pablo Gargallo        | Bronce                                                  | 2,70 x 0,98 x 0,50  | Se halla en la pilastra que mira al Llobregat del lado de mar de la plaza. Como en la otra obra que este artista tiene en la terraza superior de la plaza, se trata de un pastor, que con el brazo alzado se enfrenta a un águila que acosa a un cordero situado a sus pies. El tratamiento dado a la figura sigue los cánones clásicos, aunque se vislumbra un tratamiento formal algo más vanguardista, no en vano en aquella época Gargallo seguía una línea más próxima al cubismo. En la parte inferior figura el escudo de Tarragona. Fundición: Codina Hermanos (Madrid). |      |
| Pomona                        | Enric Monjo           | Bronce                                                  | 2,22 x 1,10 x 0,80  | Situada en la misma ubicación que la anterior, es una personificación de la diosa romana Pomona, titular de los frutos y los jardines. Así, es una figura femenina vestida con túnica que sostiene en su espalda una ristra de frutas. Las formas robustas de la figura son plenamente novecentistas, aunque el decorativismo del conjunto se acerca al estilo art déco. En un boceto previo de Monjo esta figura estaba nombrada como El llano del Llobregat. Acompaña a la figura el escudo de Lérida. |      |
| Sabiduría                     | Miquel Oslé           | Bronce                                                  | 3,20 x 1,56 x 2,90  | Este grupo se halla en el lado de mar, frente a las Ramblas, flanqueando La diosa de Clarà junto a la alegoría del Trabajo del hermano de Miquel, Llucià. La obra es una alegoría de la Sabiduría, formada por una figura femenina que representa a la diosa de esta cualidad, Minerva, vestida con túnica y una égida sobre el pecho, y que lleva un casco en la mano derecha, mientras que con la izquierda sujeta las bridas de un caballo encabritado, que alza sus patas para aplastar una serpiente, símbolo de la ignorancia. Fundición: Mir y Ferrero (Madrid). |      |
| La diosa                      | Josep Clarà           | Mármol                                                  | 1,45 x 0,65 x 0,82  | También conocida como El enigma, esta obra se encuentra en un estanque encarado hacia las Ramblas, y fue un encargo directo al autor ajeno al concurso de 1927. De hecho, la obra se ejecutó sobre un modelo original de 1911. Colocada en la plaza en septiembre de 1928, al tratarse de un desnudo recibió fuertes críticas por parte de sectores moralistas, por lo que a los tres días fue retirada; sin embargo, fue reinstalada el 19 de mayo de 1929, un día antes de la inauguración de la Exposición Internacional, y ya se quedó definitivamente. La figura representa una mujer desnuda sentada, con una pierna con la rodilla doblada apoyada en el suelo y la otra también doblada y alzada hacia el pecho, mientras que en la rodilla de esta pierna apoya el brazo izquierdo, cuya mano se coloca en el hombro y sobre ella apoya la cabeza. La expresión facial es introspectiva, de meditación o duda, de ahí el apodo del «enigma». La anatomía de la figura es rotunda, sensual, en plena consonancia con el mediterraneísmo novecentista de moda en la época. Es la obra maestra de Clarà, y con el tiempo se ha convertido en uno de los símbolos representativos de Barcelona. En 1982 esta obra fue trasladada al vestíbulo de la Casa de la Ciudad de Barcelona, y sustituida por una copia elaborada por Ricard Sala. En 1991 se colocó junto a esta estatua el Monumento a Francesc Macià de Josep Maria Subirachs. |      |
| Trabajo                       | Llucià Oslé           | Bronce                                                  | 3,45 x 1,25 x 3,70  | Situada hacia las Ramblas flanqueando La diosa junto a la alegoría de la Sabiduría, esta obra presenta como la de su hermano Miquel un grupo formado por un caballo y una figura humana, en este caso un obrero desnudo con un martillo en la mano. Los hermanos Oslé estaban en esta época cercanos al realismo social, con obras donde a menudo los obreros eran los protagonistas. Solían trabajar juntos, por lo que muchas veces sus obras son de difícil atribución a uno u otro. Fundición: Mir y Ferrero (Madrid). |      |
| Emporion                      | Frederic Marès        | Bronce                                                  | 2,47 x 1,10 x 0,50  | Obra situada en hornacina en el pilar que mira hacia el mar del lado Llobregat de la plaza. Se trata de una alegoría de la ciudad griega Emporion (Ampurias), representada por una mujer vestida con una túnica ceñida que deja un pecho al descubierto, y que con el brazo izquierdo sostiene un cántaro. Marès fue uno de los pocos escultores que se ciñó al objetivo inicial de dedicar las esculturas de la plaza a localidades catalanas. En el pedestal figura el escudo de Gerona. |      |
| Pescador                      | Josep Tenas           | Bronce                                                  | 2,30 x 1,30 x 0,50  | Ubicada en un nicho del pilar anterior, representa un pescador semidesnudo que transporta una parihuela con peces a su espalda, mientras que a sus pies se encuentra un pez parecido a un delfín. La pesca fue históricamente una de las actividades básicas de la economía catalana, uno de los leitmotivs de la plaza, al tiempo que entronca con el tema mediterráneo tan del gusto del novecentismo. La figura es sobria y rotunda, al estilo de las obras de Tenas, que tenía una fuerte influencia del escultor francés Antoine Bourdelle. Contiene el escudo de Barcelona. Fundición: Tanagra-M. Gimeno (Blanes). |      |
| Montseny                      | Jaume Duran           | Bronce                                                  | 2,80 x 0,90 x 0,50  | Situada en el pilar que mira a montaña del lado Llobregat de la plaza, es de nuevo una alegoría territorial, en este caso el macizo del Montseny. Pese a ello, la figura no parece tener ninguna vinculación con esta representación, ya que se trata de una joven vestida con camisa y falda larga —una modernidad que desentona con el aire clásico de la mayoría de figuras de la plaza—, que con la mano derecha sostiene una rama y con la izquierda un velo sobre su cabeza. Bajo la figura está el escudo de Tarragona. Fundición: Codina Hermanos (Madrid). |      |
| Mujer                         | Joan Borrell          | Bronce                                                  | 2,23 x 0,85 x 0,55  | Esta figura forma pareja con la anterior. Se trata de una mujer vestida con túnica y con la cara de perfil —la única de la plaza—, gracias a lo que se le aprecia mejor el peinado, un trenzado clásico. De su anatomía destaca la robustez de las piernas, un rasgo formal de la obra de Borrell. La posición de la figura recuerda la de la Venus Púdica, aunque ese tipo de representación suele tratarse de un desnudo, que no es aquí el caso. El estilo de la obra oscila entre el clasicismo y el art déco. Presenta el escudo de Lérida. Fundición: Mir y Ferrero (Madrid). |      |
| Gerona                        | Antonio Parera        | Bronce                                                  | 2,92 x 1,72 x 3,85  | Este grupo sobre pedestal se encuentra encarado hacia la ronda de la Universidad, cerrando el ciclo escultórico de la plaza. Es una alegoría de Gerona, la cuarta de las provincias catalanas representadas en la plaza. En este caso está simbolizada en una alegoría agrícola, representada por un buey con dos mujeres a un lado, una sentada y otra de pie sujetando una cesta con productos agrícolas; y un hombre y una mujer al otro lado, la figura femenina sentada y la masculina de pie. Todas las figuras están desnudas, lo que remarca el clasicismo de la escena. Fundición: Gabriel Bechini (Barcelona). |      |
| Monumento a Francesc Macià    | Josep Maria Subirachs | Travertino, hormigón, hierro y bronce                   | 9,11 x 3,66 x 7,95  | Instalado en 1991, este monumento ha sido la última escultura colocada en la plaza hasta la fecha. Se encuentra encarado hacia las Ramblas, junto a La diosa de Clarà. En honor del presidente de la Generalidad Francesc Macià, Subirachs concibió la obra como una evocación de los diversos símbolos identitarios de Cataluña: el pedestal, realizado en travertino con una sucesión de bloques de piedra en rompejunta, representa la historia de Cataluña; la parte superior, ejecutada en hormigón, tiene forma de escalera invertida, de la cual los tres primeros peldaños, encajados en el pedestal, representan los tres años de gobierno de Macià al frente de la Generalidad, mientras que el resto, que finalizan de forma abrupta e inacabada, simbolizan el futuro del país, que se va construyendo día a día, peldaño a peldaño; asimismo, en el pedestal figuran diversas inscripciones realizadas en forma de grafiti, con nombres, fechas y lugares relacionados con el político catalán, mientras que en su parte superior se encuentra en grandes letras la inscripción Catalunya a Francesc Macià. En la parte posterior se encuentra el escudo de Cataluña, realizado en hierro, y se halla grabada una frase del presidente dirigida a los diputados catalanes en 1932. Frente al cuerpo del monumento se halla de forma separada un monolito con el busto del presidente Macià, realizado en bronce, una réplica del retrato que le hizo Josep Clarà en 1932. Subirachs quiso darle un aire realista, que contrasta con la casi abstracción del resto del monumento, para tener un nexo de unión con el estilo novecentista del resto de la plaza. Fundición: Parellada (Lliçà d'Amunt). |      |